# Bus Rapid System
O Bus Rapid Service (BRS - Serviço de Ônibus Rápido) pode ser definido basicamente como um conjunto de intervenções: a destinação de faixa(s) exclusiva(s) para ônibus em conjunto com uma nova identificação visual. A primeira experiência brasileira foi realizada na cidade de Manaus.

## No Brasil

### Manaus

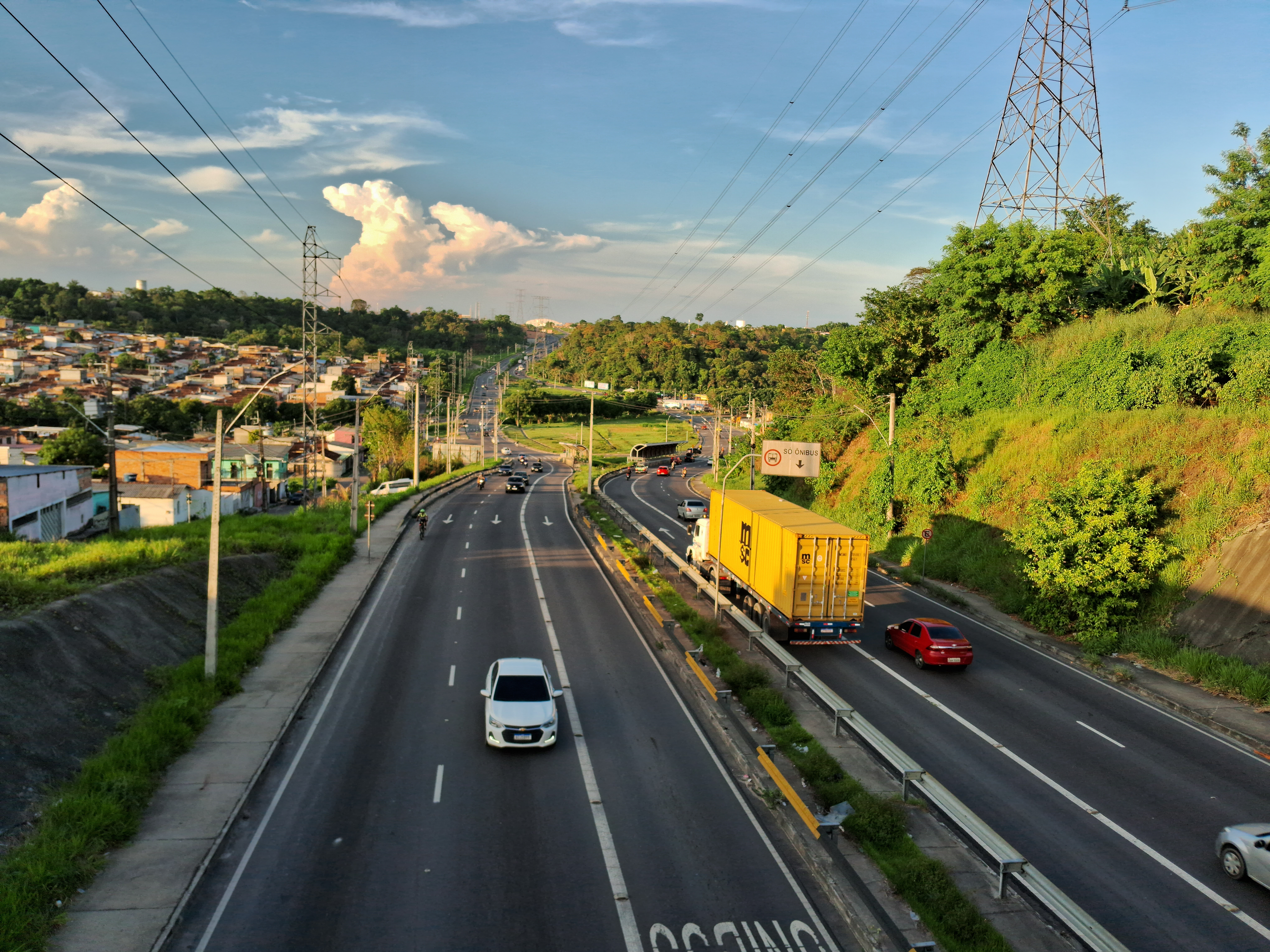
Faixa do BRS na Avenida Governador José Lindoso, em Manaus.

O sistema tronco-alimentador começou a operar em 14 de dezembro de 2002 com ônibus articulados, batizado na época com o nome Expresso. Os corredores tem duas faixas de tráfego para cada sentido, sendo o embarque e desembarque de passageiros realizado em plataformas exclusivas do sistema.

#### Corredores
- Avenida Torquato Tapajós
- Avenida Mário Ypiranga Monteiro
- Avenida Governador José Lindoso
- Avenida Constantino Nery
- Avenida Max Teixeira
- Avenida Noel Nutels
- Avenida Autaz Mirim
- Avenida Cosme Ferreira

### Rio de Janeiro
Sua operação começou em 2011 e sua função é otimizar o transporte coletivo por ônibus através de corredores preferenciais e escalonamento de paradas em pontos de ônibus.
Os pontos escalonados são identificados pelo número do BRS, bem como as linhas de ônibus que param naquele ponto classificadas de acordo com seu destino e tipo de linha (diametral ou radial), com um adesivo em seus para-brisas. Os BRS possuem numeração 1, 2, 3, 4, 5 ou 6 e I (Intermunicipais).
Os corredores podem ter uma ou duas faixas de tráfego e são localizadas no lado direito da pista, identificados por sinalização horizontal e vertical, no caso da cidade do Rio de Janeiro por uma faixa contínua azul. Na faixa pode trafegar apenas os ônibus do transporte público e táxis com passageiros. Automóveis que trafegam na faixa podem ser autuados por fiscalização eletrônica, exceto em trechos específicos para conversão a direita e entrada em garagens.

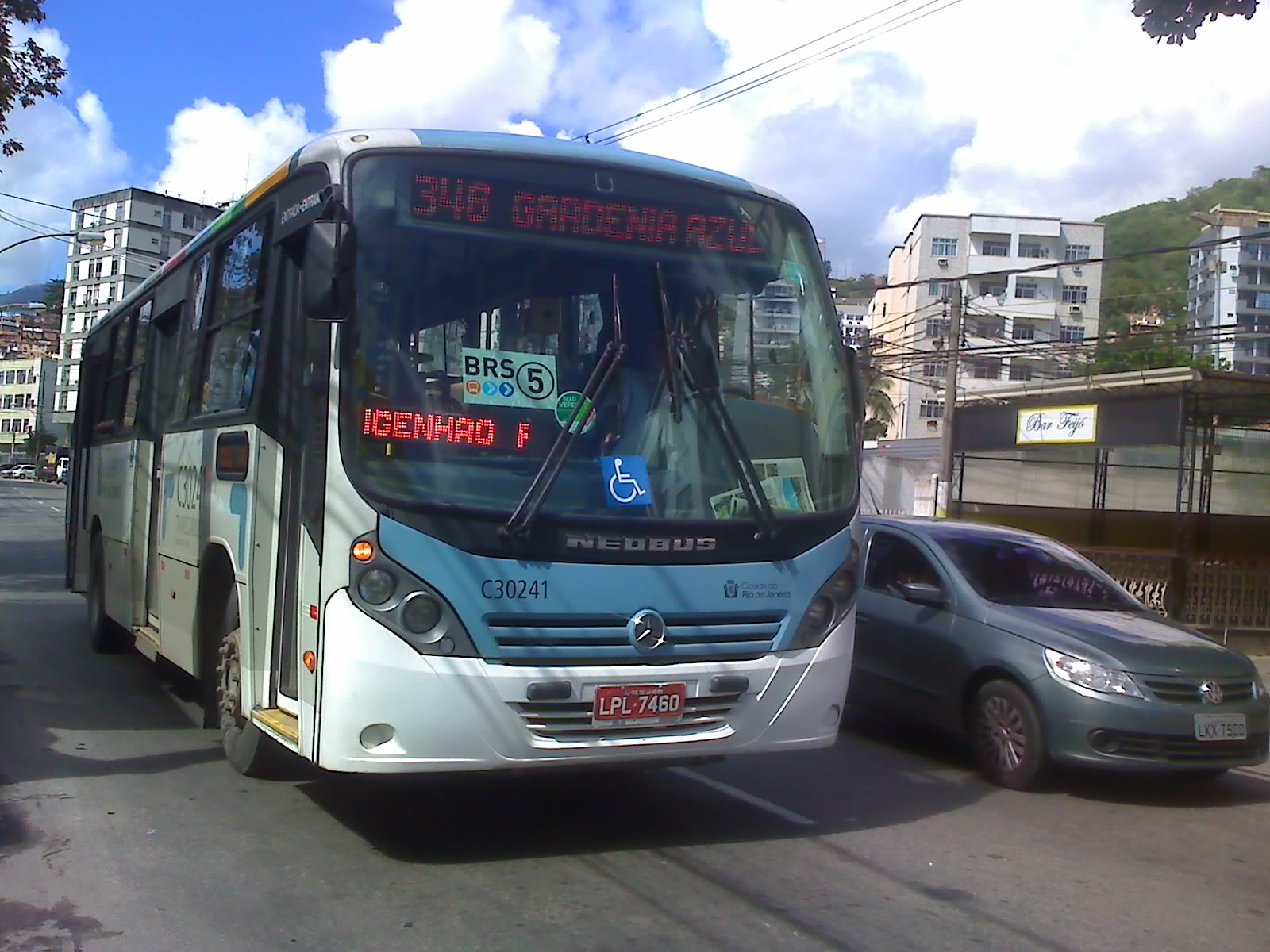
Linha 346 da Transportes Futuro indicando que para no BRS5.

#### Região Sul
- BRS Copacabana: compreende a Avenida Nossa Senhora de Copacabana; Ruas Barata Ribeiro e Raul Pompeia; Avenida Princesa Isabel e Avenida Lauro Sodré.
- BRS Ipanema/Leblon: compreende a Rua Prudente de Moraes e Avenida General San Martin e Avenida Ataúlfo de Paiva e Rua Visconde de Pirajá.
- BRS Botafogo: compreende a Rua São Clemente e Humaitá (BRS São Clemente) e Rua Humaitá, Voluntários da Pátria e Praia de Botafogo (BRS Voluntários).

#### Região Norte
- BRS Méier: compreende a Rua 24 de Maio (BRS 24 de Maio) e Rua Hermengarda, Rua Padre Roma, Rua Maria Antônia, Rua General Belegarde e Avenida Marechal Rondon (BRS Marechal Rondon).
- BRS Tijuca: compreende a Rua Doutor Satamani, Avenida Heitor Beltrão e Rua Conde de Bonfim.

#### Região Central
- BRS Carioca: começa na Rua Hadock Lobo e tem termino na Avenida Almirante Barroso.
- BRS Estácio: começa na Rua Frei Caneca e termina no Largo do Estácio, se ligando com o BRS Tijuca.
- BRS Presidente Vargas: abrange toda a via, em ambos sentidos e pistas (laterais e centrais).
- BRS Rio Branco/Presidente Antônio Carlos/Primeiro de Março: compreende a Avenida Rio Branco (sentido Sul) e a Avenida Presidente Antônio Carlos e Rua Primeiro de Março (sentido Norte).

## Vem também
- Ônibus de trânsito rápido (BRT)